# Шелл-Пойнт (Південна Кароліна)
Шелл-Пойнт (англ. Shell Point) — переписна місцевість (CDP) в США, в окрузі Бофорт штату Південна Кароліна. Населення — 2281 особа (2020).

## Географія
Шелл-Пойнт розташований за координатами 32°22′31″ пн. ш. 80°45′13″ зх. д. / 32.37528° пн. ш. 80.75361° зх. д. (32.375320, -80.753518).  За даними Бюро перепису населення США в 2010 році переписна місцевість мала площу 14,38 км², з яких 10,18 км² — суходіл та 4,19 км² — водойми.

## Демографія
Згідно з переписом 2010 року, у переписній місцевості мешкало 2336 осіб у 872 домогосподарствах у складі 636 родин. Густота населення становила 163 особи/км².  Було 957 помешкань (67/км²).
Расовий склад населення:
| - 73,5 % — білих - 18,1 % — чорних або афроамериканців - 2,1 % — азіатів - 0,4 % — корінних американців - 0,2 % — вихідців з тихоокеанських островів - 3,0 % — осіб інших рас |

До двох чи більше рас належало 2,7 %. Частка іспаномовних становила 8,4 % від усіх жителів.
За віковим діапазоном населення розподілялося таким чином: 26,0 % — особи молодші 18 років, 60,6 % — особи у віці 18—64 років, 13,4 % — особи у віці 65 років та старші. Медіана віку мешканця становила 36,5 року. На 100 осіб жіночої статі у переписній місцевості припадало 94,5 чоловіків;  на 100 жінок у віці від 18 років та старших — 92,5 чоловіків також старших 18 років.
Середній дохід на одне домашнє господарство  становив 59 672 долари США (медіана — 57 632), а середній дохід на одну сім'ю — 62 066 доларів (медіана — 58 717). За межею бідності перебувало 22,4 % осіб, у тому числі 52,8 % дітей у віці до 18 років та 2,7 % осіб у віці 65 років та старших.
Цивільне працевлаштоване населення становило 996 осіб. Основні галузі зайнятості: освіта, охорона здоров'я та соціальна допомога — 30,9 %, науковці, спеціалісти, менеджери — 14,4 %, мистецтво, розваги та відпочинок — 12,2 %, роздрібна торгівля — 11,2 %.